# GNSS-R
Mittels GNSS-R (für engl. Global Navigation Satellite System und Reflectometry oder auch Passive Reflectometry and Interferometry System kurz PARIS) lässt sich die Beschaffenheit reflektierender Oberflächen (z. B. Wasser, Boden, Schnee) ermitteln, indem der Mehrwegempfang des Signals eines Navigationssatelliten ausgewertet wird.
Steht ein GPS-Satellit am Horizont, sieht der Empfänger sowohl das Direktsignal, als auch das zeitlich verzögerte Signal, das im streifenden Einfall an einer Wasseroberfläche gespiegelt wird. Da die Position des Satelliten hochgenau bekannt ist, erhält man durch die Laufzeitverzögerung eine Phasenverschiebung des kohärenten Satellitensignals in Abhängigkeit von der relativen Wasserhöhe. Die Speckles des Signals erlauben Rückschlüsse über die Rauhigkeit und die Bewegungen der Wasseroberfläche.
Flugzeug- oder satellitengetragene Empfänger erweitern den Empfangswinkel von GNSS-Satelliten.